# كيفن فارغا
كيفن فارغا (بالمجرية: Varga Kevin)‏ هو لاعب كرة قدم مجري في مركز الوسط، ولد في 30 مارس 1996 في Karcag ‏ في المجر. لعب مع نادي دبرتسني.

## وصلات خارجية
- كيفن فارغا على موقع الاتحاد الدولي (مؤرشف)  (الإنجليزية)
- كيفن فارغا على موقع الاتحاد الأوربي (الإنجليزية)
- كيفن فارغا على موقع اتحاد المجر (الهنغارية)
- كيفن فارغا على موقع اتحاد تركيا (لاعب) (الإنجليزية)
- كيفن فارغا على موقع قاعدة بيانات كرة القدم.إي يو (الإنجليزية)
- كيفن فارغا على موقع ناشيونال فوتبول تيمز (الإنجليزية)
- كيفن فارغا على موقع Soccerway.com (الإنجليزية)
- كيفن فارغا على موقع عالم كرة القدم.نت (الإنجليزية)